# Psorospermum nervosum
Psorospermum nervosum är en johannesörtsväxtart som beskrevs av Joseph Marie Henry Alfred Perrier de la Bâthie. Psorospermum nervosum ingår i släktet Psorospermum och familjen johannesörtsväxter. Utöver nominatformen finns också underarten P. n. trichostyle.